# Lucia Lampolia
Lucia Eliza Lampolia (* 2001 in Bremen)  ist eine deutsche Schauspielerin in Film, Fernsehen und Theater.

## Leben
Nach dem Abitur zog Lampolia nach Hamburg. Ihre Leidenschaft für die Schauspielkunst entdeckte sie bereits im Alter von neun Jahren am Theater am Goetheplatz. Zwischen 2010 und 2019 wirkte sie dort in über vierzehn Produktionen mit – darunter das Musical Evita sowie Inszenierungen wie Hänsel und Gretel, Hamlet und Verschwende deine Jugend, ein Originalstück der Jungen Akteure am Theater Bremen.
Mit siebzehn Jahren stand Lampolia erstmals vor der Kamera. Es folgten Gastrollen in TV-Formaten wie In aller Freundschaft – Die jungen Ärzte, Sarah Kohr – Brüder und dem Flensburg-Krimi – Der Maulwurf. Darüber hinaus spielte sie in mehreren Kurzfilmen mit, unter anderem in Teresa Station B und Der so sich zum Tier macht, in denen sie jeweils die Hauptrolle übernahm.
Seit 2018 erhält sie Schauspielunterricht an der New Talent Schauspielschule bei Patrick Dreikauss. 2024 setzte sie ihr Studium am der Stella Adler Studio in Los Angeles fort.
Neben ihrer Muttersprache Deutsch spricht sie auch fließend Spanisch und Englisch.

## Filmografie
- 2018: Die Königin
- 2020: The Next Day
- 2022: Der so sich zum Tier macht
- 2022: Extra 3
- 2023: Dreamcatcher
- 2024: Teresa S. Station B
- 2024: In aller Freundschaft – Die jungen Ärzte (Fernsehserie, Folge Kaputt)
- 2025: Sarah Kohr (1 Folge, Fernsehserie)
- 2025: Flensburg Krimi (1 Folge, Fernsehserie)

## Theater (Auswahl)
- 2019: Die tote Stadt
- 2018: Carmen
- 2017: Hänsel und Gretel
- 2017: La Damnation de Faust
- 2016: Carmina Burana
- 2015–2016: Carmen
- 2015: Verschwende deine Jugend
- 2014–2015: Anna Karenina
- 2014: La Bohème
- 2013: Mahler III
- 2012–2013: Hamlet
- 2011–2012: All diese Tage
- 2010–2011: Evita
- 2010–2011: Der Rosenkavalier